# Championnat du Costa Rica de football 1964-1965
Navigation
Saison précédente Saison suivante
La Primera División 1964-1965 est la quarante-troisième édition de la première division costaricienne.
Lors de ce tournoi, le Deportivo Saprissa a conservé son titre de champion du Costa Rica face aux neuf meilleurs clubs costariciens.
Chacun des dix clubs participant était confronté quatre fois aux neuf autres équipes.

## Les 10 clubs participants
| \| San José: Nicolás Marín Deportivo Saprissa LD Alajuelense CS Cartagines CS Herediano Limon FC I San José0 \ Orión FC Puntarenas FC Municipal Turrialba CS Uruguay \| Localisation des clubs engagés dans le championnat. |
| San José: Nicolás Marín Deportivo Saprissa LD Alajuelense CS Cartagines CS Herediano Limon FC I San José0 \ Orión FC Puntarenas FC Municipal Turrialba CS Uruguay                                                           |

| Club                | Stade                        | Capacité          | Ville        |
| LD Alajuelense      | Stade Alejandro Morera Soto  | 17 900            | Alajuela     |
| CS Cartagines       | Stade José Rafael Meza       | 13 500            | Cartago      |
| CS Herediano        | Stade Eladio Rosabal Cordero | 8 100             | Heredia      |
| Limon FC            | Stade Juan Gobán             | 3 000             | Puerto Limón |
| Nicolás Marín       | Stade inconnu                | Capacité inconnue | Guadalupe    |
| Orión FC            | Stade Lito Monge             | 27 500            | Curridabat   |
| Puntarenas FC       | Stade inconnu                | Capacité inconnue | Puntarenas   |
| Deportivo Saprissa  | Stade national du Costa Rica | 25 500            | San José     |
| Municipal Turrialba | Stade Rafael Ángel Camacho   | 4 500             | Turrialba    |
| CS Uruguay          | Stade Municipal el Labrador  | 2 500             | Coronado     |

## Compétition
Les dix équipes s'affrontent à quatre reprises selon un calendrier tiré aléatoirement.
Le classement est établi sur l'ancien barème de points (victoire à 2 points, match nul à 1, défaite à 0).
Le départage final se fait selon les critères suivants :
- Le nombre de points.
- Une confrontation aller-retour supplémentaire.

### Classement
| Rang | Équipe                  | Pts | J  | G  | N  | P  | Bp | Bc | Diff |
| ---- | ----------------------- | --- | -- | -- | -- | -- | -- | -- | ---- |
| 1    | Deportivo Saprissa (T)  | 51  | 36 | 23 | 5  | 8  | 70 | 29 | +41  |
| 2    | LD Alajuelense          | 49  | 36 | 22 | 5  | 9  | 76 | 38 | +38  |
| 3    | CS Cartagines           | 48  | 36 | 21 | 6  | 9  | 64 | 43 | +21  |
| 4    | CS Herediano            | 42  | 36 | 18 | 6  | 12 | 46 | 42 | +4   |
| 5    | Puntarenas FC           | 38  | 36 | 16 | 6  | 14 | 59 | 55 | +4   |
| 6    | Orión FC                | 31  | 36 | 13 | 5  | 18 | 52 | 70 | -18  |
| 7    | CS Uruguay              | 28  | 36 | 11 | 6  | 19 | 42 | 59 | -17  |
| 8    | Municipal Turrialba (P) | 27  | 36 | 7  | 13 | 16 | 34 | 47 | -13  |
| 9    | Limon FC                | 25  | 36 | 10 | 5  | 21 | 47 | 79 | -32  |
| 10   | Nicolás Marín           | 21  | 36 | 7  | 7  | 22 | 49 | 77 | -28  |

| Légende : Qualifications et relégations | Légende : Qualifications et relégations                  |
| --------------------------------------- | -------------------------------------------------------- |
|                                         | Relégué en Segunda División                              |
|                                         | (T) : Tenant du titre (P) : Promu de la saison 1963-1964 |

## Bilan du tournoi
| Tableau d'Honneur |                    |
| Compétition       | Vainqueur          |
| Primera División  | Deportivo Saprissa |

| Promotions et relégations   |               |
| Relégué en Segunda División | Nicolás Marín |
| Promu de Segunda División   | AD San Carlos |

## Statistiques

### Meilleur buteur
- Errol Daniels (LD Alajuelense) 32 buts